# Bacarou
Bacarou (Baḫarow) é uma cidade do Afeganistão, localizada na província de Badaquexão.